# Tadeusz Karkosz
Tadeusz Karkosz (ur. 29 maja 1962 w Rawiczu, zm. 2 grudnia 2015 w Rzymie) – polski duchowny rzymskokatolicki, doktor teologii, rektor Arcybiskupiego Seminarium Duchownego w Poznaniu w latach 1996–2002, rektor Papieskiego Kolegium Polskiego w Rzymie w latach 2007–2015.

## Życiorys
Urodził się 29 maja 1962 w Rawiczu jako jeden z trzech synów Mariana i Marianny z domu Błaszyk. Kształcił się w miejscowym Liceum Zawodowym w Zespole Szkół Zawodowych im. Stefana Bobrowskiego. Ukończył Arcybiskupie Seminarium Duchowne w Poznaniu. 8 maja 1986 został wyświęcony na diakona. Święceń prezbiteratu udzielił mu 28 maja 1987 w katedrze poznańskiej arcybiskup poznański Jerzy Stroba. Inkardynowany został do archidiecezji poznańskiej. W latach 1990–1995 odbył studia z teologii dogmatycznej na Papieskim Uniwersytecie Gregoriańskim w Rzymie. Uzyskał doktorat z teologii.
W latach 1987–1989 pracował jako wikariusz w parafii św. Marcina w Kępnie, a w latach 1989–1990 był wikariuszem w parafii Świętej Trójcy w Poznaniu. W latach 1996–2002 sprawował urząd rektora Arcybiskupiego Seminarium Duchownego w Poznaniu. Po otrzymaniu sygnałów o molestowaniu seksualnym kleryków przez arcybiskupa Juliusza Paetza stanął w ich obronie. Odbył rozmowy z hierarchą, stanowczo prosząc o zaprzestanie takich działań. Wspólnie z innymi osobami, m.in. księdzem Tomaszem Węcławskim, podejmował interwencje u poznańskich biskupów pomocniczych, u nuncjusza apostolskiego Józefa Kowalczyka, u polskich biskupów delegowanych do udziału w sesji Synodu Biskupów o posłudze biskupów, a także w Watykanie. W 2002 został prodziekanem Wydziału Teologicznego Uniwersytetu im. Adama Mickiewicza w Poznaniu. Od 2007 zajmował stanowisko rektora Papieskiego Kolegium Polskiego w Rzymie. W 2011 otrzymał godność kapelana honorowego Jego Świątobliwości.
Zmarł 2 grudnia 2015 w Rzymie w wyniku zawału serca. 10 grudnia 2015 został pochowany na cmentarzu parafialnym w Rawiczu.